# Max Wolf

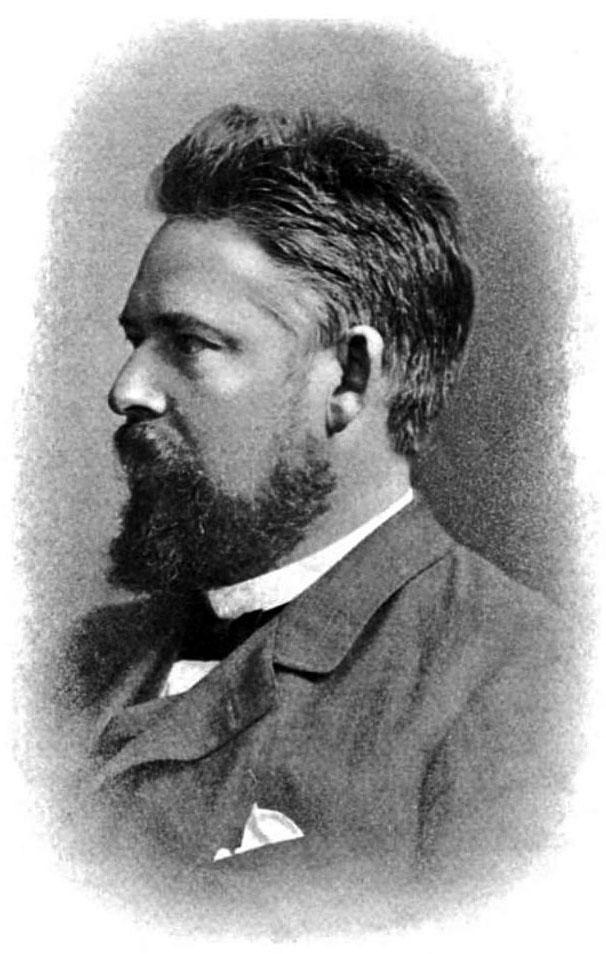
Maximilian Franz Joseph Cornelius Wolf

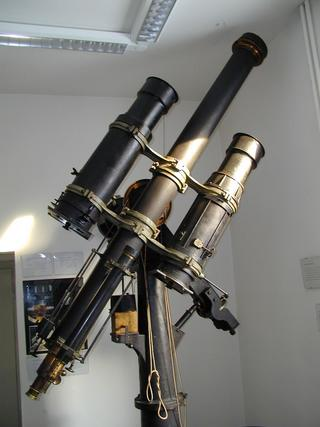
Wolfs 6"- Doppelastrograf

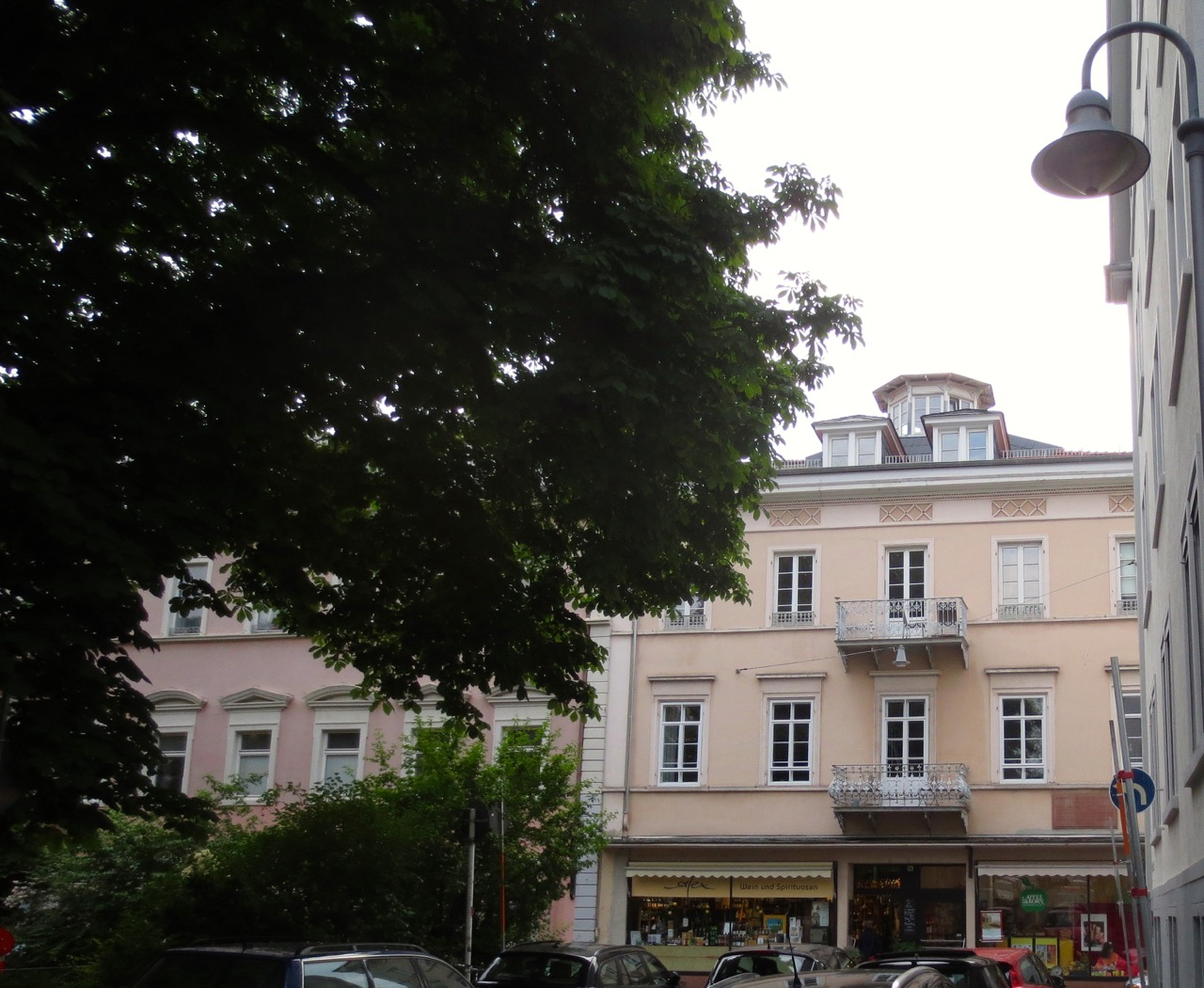
Max Wolfs Geburtshaus mit seiner ersten Sternwarte im Dachstuhl des Gebäudes

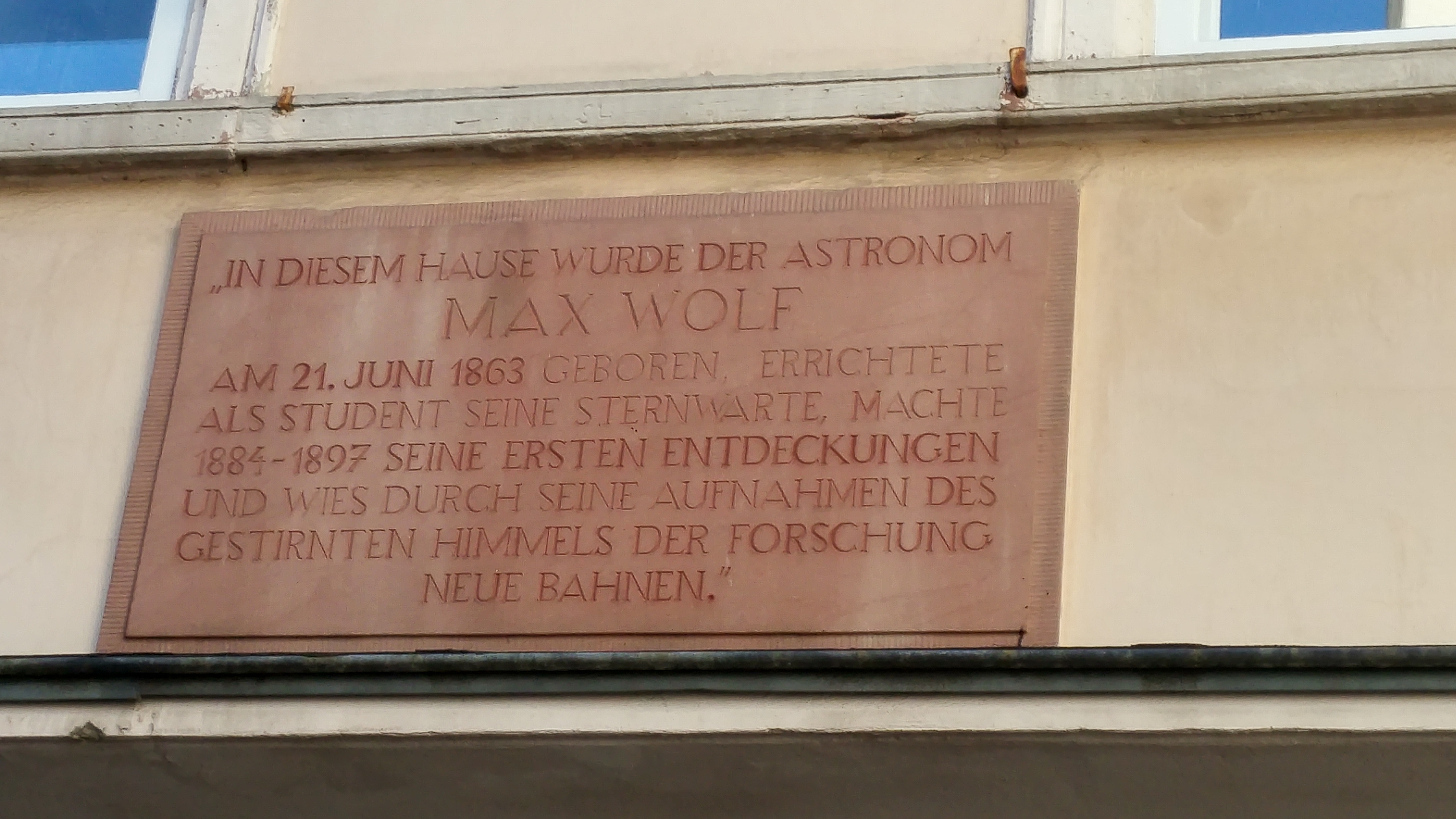
Geburtshaus von Max Wolf in Heidelberg

Maximilian Franz Joseph Cornelius Wolf (* 21. Juni 1863 in Heidelberg; † 3. Oktober 1932 ebenda) war ein deutscher Astronom, Begründer und Direktor der Badischen Landessternwarte Heidelberg-Königstuhl, Professor in Heidelberg und Entdecker vieler Asteroiden (Kleinplaneten). Er gilt auch als Pionier der galaktischen Astrofotografie.

## Leben
Wolf wuchs in einem wohlhabenden Elternhaus auf. Seine Mutter war Elise Wolf geb. Helwerth (1840–1924), sein Vater Franz Wolf (1840–1924) war ein praktischer Arzt und konnte daher die Leidenschaft seines Sohnes für Astronomie großzügig unterstützen. Noch als Schüler ließ ihm sein Vater für dessen Fernrohre ab 1880 eine Beobachtungsterrasse auf dem elterlichen Wohnhaus in der Märzgasse 16 anbauen. Nachdem Max Wolf sich immatrikuliert hatte, erweiterte sein Vater den Anbau mit einem Observatorium, das aus einem Turm mit drehbarer 5-Meter-Kuppel und einem 6-Zoll-Refraktor als Beobachtungsinstrument bestand. Diese Privatsternwarte war wohl auch der Vater seines Wunsches, einmal in Heidelberg in einer großen Sternwarte den Lauf der Sterne beobachten zu können.
Wolf studierte in Straßburg und Heidelberg, wo er 1888 mit der Schrift Die Differentialgleichung der mittleren Anomalie promoviert wurde. Zu weiter gehenden Studien ging er nach Stockholm, kam aber 1890 nach Heidelberg zurück, um dort zu lehren. 1896 übernahm Wolf den Lehrstuhl für Astronomie.
Er setzte konsequent auf die Astrofotografie als Beobachtungsmethode und entdeckte so bereits 1884 einen Kometen und einige Jahre darauf den Nordamerikanebel im Schwan. Am 22. Dezember 1891 fand Max Wolf als erster Astronom einen Kleinplaneten mit fotografischen Methoden, den er „(323) Brucia“ zu Ehren der amerikanischen Wissenschaftsmäzenin Catherine Wolfe Bruce nannte. Die Entdeckung gelang ihm mit Hilfe der Astrofotografie:

„Die astronomische Photographie hat jetzt zum ersten Male auch zur Auffindung eines neuen Planeten geführt. Am 22. und 23. December hat Dr. Wolf auf seiner Privatsternwarte in Heidelberg einen Theil des Himmels zwischen den Sternen ζ und ε der Zwillinge aufgenommen. Die Platten enthalten eine große Menge überaus lichtschwacher Sternchen und unter diesen finden, sich nach Mittheilungen von Dr. A. Berberich in Berlin, zwei Planeten, von denen der eine jedenfalls noch unbekannt war, der andere aber wahrscheinlich mit dem Planeten Nr. 275 identisch ist. Beide Planeten, die von der 12. Größe sind, wurden nach erfolgter Benachrichtigung auch auf der Wiener Sternwarte gesehen und beobachtet. Die Aera der photographischen Entdeckung neuer Planeten ist hiemit eröffnet.“

Auf dem Königstuhl bei Heidelberg wurde 1898 die neue großherzogliche Bergsternwarte eingeweiht, die heutige Landessternwarte Heidelberg-Königstuhl. Wolf gelang es, private Stifter, unter anderem Catherine Wolfe Bruce, zur Anschaffung von Teleskopen zu bewegen, nach denen die Teleskope heute benannt sind. Das Institut bestand zunächst aus zwei konkurrierenden Abteilungen, der astrophysikalischen unter Wolf und der astrometrischen unter Wilhelm Valentiner, wurde aber nach Valentiners Emeritierung 1909 unter Max Wolf vereint. Im selben Jahr gelang Wolf die Wiederentdeckung des Halleyschen Kometen zu dessen Periheldurchgang 1909/1910.

## Wichtige Arbeitsgebiete und herausragende Leistungen
Max Wolfs Hauptarbeitsgebiete in dieser Zeit waren die Katalogisierung astronomischer Nebel, vor allem in den Sternbildern Orion und Schwan. Mittels Spektroskopie machte er Gasnebel, gasförmige Aggregatzustände, sichtbar. 1913 bemerkte Wolf als erster systematische Linienverschiebungen in den Spektren der Spiralnebel. Nach Max Wolf wurde das Wolf-Diagramm benannt, ein stellarstatistisches Werkzeug zur Ermittlung der Entfernungen und der Ausdehnungen stellarer Dunkelwolken.
Das heute bekannteste Arbeitsgebiet Max Wolfs war seine Suche nach Kleinplaneten, von denen er selbst 228 entdeckte, darunter 1906 den ersten Trojaner, (588) Achilles. Am Institut entdeckten er und seine Mitarbeiter bzw. seine Nachfolger, so unter anderen Karl Wilhelm Reinmuth, bis in die 1950er-Jahre über 800 Kleinplaneten, ein Rekord, der erst kürzlich mit großflächigen Durchmusterungsprogrammen gebrochen wurde.
Zusammen mit Johann Palisa in Wien entstand der erste Sternatlas zur Suche und Identifikation neu entdeckter Himmelskörper. Später publizierten die beiden ursprünglichen Konkurrenten – Palisa hatte schon über 100 Asteroiden visuell entdeckt – den fotografischen Palisa-Wolf-Sternatlas, der in 210 großmaßstäbigen Blättern den ganzen in Mitteleuropa sichtbaren Sternhimmel überdeckte.
Als wichtiges Hilfsmittel bei seinen Entdeckungen diente ihm der zusammen mit Carl Pulfrich entwickelte Blinkkomparator.

## Ehrungen
- 1896: Wahl zum Mitglied der Deutschen Akademie der Naturforscher Leopoldina.[6]
- 1900: Goldmedaille der Weltausstellung in Paris
- 1904: Goldmedaille der Weltausstellung in St. Louis
- 1909: Mitglied der Heidelberger Akademie der Wissenschaften[7]
- 1912: Jules-Janssen-Preis
- 1913: Mitglied der National Academy of Sciences
- 1914: Goldmedaille der Royal Astronomical Society
- 1922: Korrespondierendes Mitglied der Bayerischen Akademie der Wissenschaften[8]
- 1928: Ehrenbürgerschaft der Stadt Heidelberg
- 1930: Bruce Medal
- 1930: Vorsitzender der Astronomischen Gesellschaft
- Nach Max Wolf wurden der Mondkrater Wolf sowie die Kleinplaneten (827) Wolfiana und (1217) Maximiliana benannt.

Er selbst benannte den 1902 von ihm entdeckten Asteroiden (495) Eulalie nach dem Vornamen seiner Großmutter.

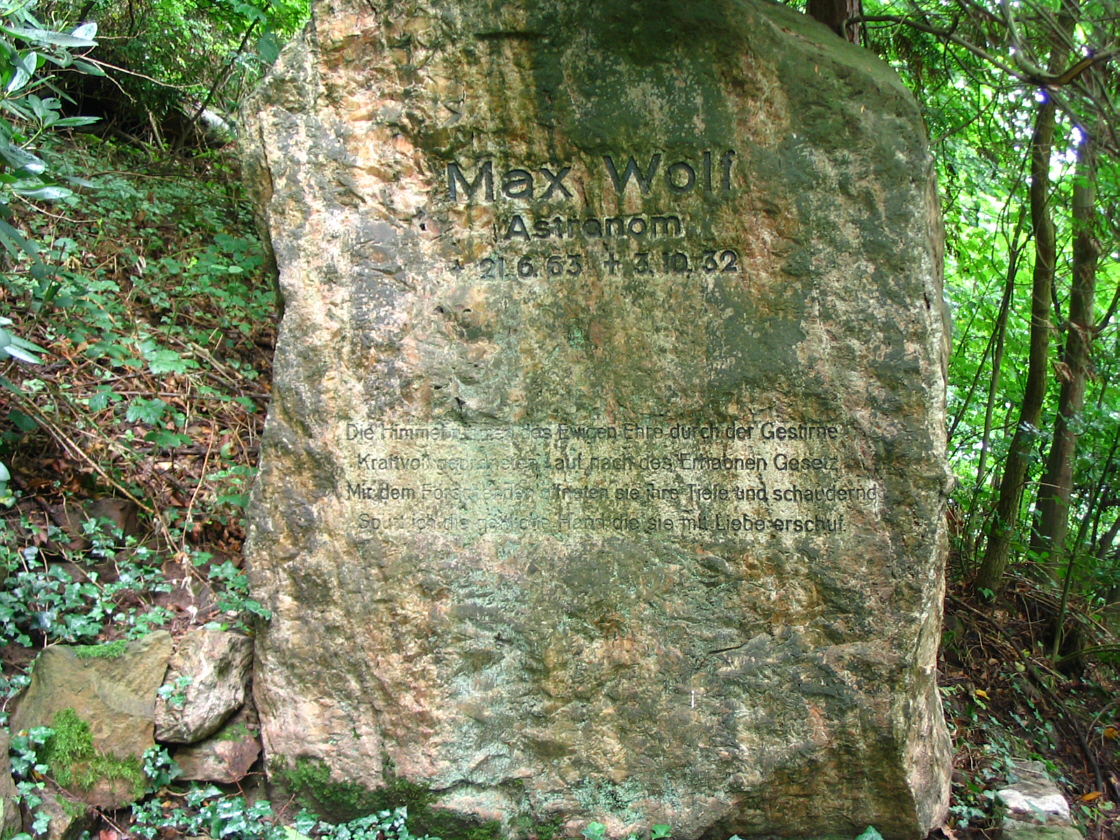
Ehrengrab des Astronomen Max Wolf in der Waldabteilung (Abt. WB) auf dem Bergfriedhof (Heidelberg)

Max Wolf blieb bis zu seinem Tode ein forschender Astronom. Er starb auf dem Königstuhl in Heidelberg und wurde auf dem Heidelberger Bergfriedhof in der Waldabteilung (WB) beigesetzt. In einem der Nachrufe steht geschrieben: „So blieb es ihm erspart, von seiner Arbeitsstätte als Lebender zu scheiden.“
Seine Grabanlage wird von einem großen Findling geschmückt, auf dem neben seinen Lebensdaten die folgenden, von ihm selbst verfassten Zeilen, in Anlehnung an Ps 19,2 , Die Himmel erzählen die Ehre Gottes, und die Feste verkündigt seiner Hände Werk, und Ludwig van Beethovens hymnischer Vertonung der ersten beiden Strophen des Dichters Christian Fürchtegott Gellert, Die Himmel rühmen, in  Distichen zu lesen sind:
Die Himmel rühmen des Ewigen Ehre durch der Gestirne

    Kraftvoll geordneten Lauf nach des Erhabenen Gesetz.

Mir dem Forschenden öffneten sie ihre Tiefe und schaudernd

     Spürt ich die göttliche Hand die sie mit Liebe erschuf.

## Schriften (Auswahl)
- Das Ausbreiten der Sternbildchen auf den photographischen Platten. In: Photographische Correspondenz. Nr. 384. Verlag der photographischen Correspondenz, Wien 5. Juli 1892, S. 439–443 (Digitalisat).
- Katalog von 1053 stärker bewegten Fixsternen. In: Veröffentlichungen der Badischen Sternwarte zu Heidelberg-Königstuhl. Band 10, Nr. 10. Kommissionsverlag der G. Braunschen Hofbuchdruckerei, Karlsruhe 1919, S. 195–219 (Digitalisat).